# Eleição municipal de Florianópolis em 1958
As eleições municipais de Florianópolis em 1958 ocorreram em duas etapas distintas. A escolha dos vereadores foi realizada no dia 3 de outubro de 1958, elegendo 15 representantes para a Câmara Municipal, cujo mandato teve início em 1º de fevereiro de 1959.[carece de fontes?] Já a eleição para prefeito foi realizada no dia 30 de agosto 1959, resultando na vitória de Osvaldo Machado, que obteve 34,5% dos votos e assumiu o cargo, sucedendo o prefeito interino Dib Cherem.

## Resultado da eleição para prefeito
Segundo os arquivos do Tribunal Regional Eleitoral de Santa Catarina foram apurados 8.806 votos nominais (?), 63 votos em branco (?) e 156 votos nulos (?), resultando no comparecimento de ? eleitores.
| Candidatos a prefeito      | Coligação                              | Votação | Percentual |
| -------------------------- | -------------------------------------- | ------- | ---------- |
| Osvaldo Machado PSD        | Aliança Democrática Popular (PSD, PRP) | 8.763   | 34,5%      |
| Fernando Viegas UDN        | UDN (sem coligação)                    | 7.858   | 30,9%      |
| Manuel de Meneses PTN      | Frente Democrática (PTN, PSP)          | 6.261   | 24,6%      |
| César Seara PTB            | PTB (sem coligação)                    | 1.108   | 4,4%       |
| Paulo Vieira da Rosa PL    | PL (sem coligação)                     | 842     | 3,3%       |
| Nereu do Valle Pereira PDC | PDC (sem coligação)                    | 603     | 2,4%       |

| Vereadores eleitos           | Partido |
| ---------------------------- | ------- |
| BALDICERO FILOMENO           | PSD     |
| DOMINGOS FERNANDES DE AQUINO | PSD     |
| ESPERIDIÃO AMIN HELOU        | UDN     |
| HÉLIO ABREU                  | UDN     |
| HÉLIO PEIXOTO                | PSD     |
| HILTON PRAZERES              | PSD     |
| JÚLIO PAULINO DA SILVA       | PTB     |
| MANOEL ALVES RIBEIRO         | PSP     |
| MOACIR PEREIRA               | PTB     |
| NEREU DO VALLE PEREIRA       | PDC     |
| OSVALDO BITTENCOURT          | UDN     |
| OTTO H. ENTRES               | UDN     |
| SERAPHIM FAUSTO FAUCZ        | UDN     |
| WALDEMAR VIEIRA              | PSD     |
| HERMINIO MENEZES FILHO       | PSP     |